# Liste der Naturdenkmale in Gauersheim
Die Liste der Naturdenkmale in Gauersheim nennt die im Gemeindegebiet von Gauersheim ausgewiesenen Naturdenkmale (Stand 28. März 2024).

## Ehemalige Naturdenkmale
| Nr. | Bezeichnung | Lage                           | Beschreibung                                                                         | Bild                                    |
| --- | ----------- | ------------------------------ | ------------------------------------------------------------------------------------ | --------------------------------------- |
|     | Platane     | Brückenstraße, bei Nr. 38 Lage | Platanus sp.; um 1880 gekeimt, 18 m hoch bei 5 m Umfang; Rechtsverordnung aufgehoben | Direkt Bild zu diesem Denkmal hochladen |